# Aname sinuata
Espèce
Aname sinuata est une espèce d'araignées mygalomorphes de la famille des Anamidae.

## Distribution
Cette espèce est endémique d'Australie-Occidentale. Elle se rencontre dans l'Ouest du Pilbara et dans l'Est du Gascoyne.

## Description
Le mâle holotype mesure 19,50 mm et la femelle paratype 25,2 mm, la carapace du mâle holotype mesure 8,51 mm de long sur 6,45 mm et l'abdomen 7,90 mm de long sur 4,70 mm et la carapace de la femelle paratype mesure 9,10 mm de long sur 7,20 mm et l'abdomen 12,75 mm de long sur 7,96 mm.

## Publication originale
- Castalanelli, Framenau, Huey, Hillyer & Harvey, 2020 : « New species of the open-holed trapdoor spider genus Aname (Araneae: Mygalomorphae: Anamidae) from arid Western Australia. » Journal of Arachnology, vol. 48, no 2, p. 169-213.